# Franz Pieper
Franz (též Francis) August Otto Pieper (27. června 1852, Karwice (okres Sławno) – 3. června 1931, St. Louis) byl německo-americký luterský teolog a církevní hodnostář.
Od roku 1878 vyučoval dogmatiku na Concordia Seminary, v čele semináře stál od roku 1887 do své smrti. V letech 1899–1911 byl prezidentem Německé evangelicko-luterské synody Missouri, Ohia a dalších států.
Jeho nejvýznamnějším dílem je Christliche Dogmatik (1917-1924). Toto dílo bylo přeloženo do vícero jazyků (včetně angličtiny, čínštiny a švédštiny).